# Niort
Niort (latinsko Novioritum) je mesto in občina v zahodni francoski regiji Nova Akvitanija, prefektura departmaja Deux-Sèvres. Leta 2016 je mesto imelo 61.044 prebivalcev.

## Geografija
Kraj leži v zahodni Franciji ob reki Sèvre Niortaise, na robu močvirnate pokrajine Marais poitevin.

## Administracija
Niort je sedež treh kantonov:
- Kanton Niort-Sever (del občine Niort, občine Chauray, Échiré, Saint-Gelais, Saint-Maxire, Saint-Rèmy, Sciecq: 28.872 prebivalcev),
- Kanton Niort-Vzhod (del občine Niort: 18.171 prebivalcev),
- Kanton Niort-Zahod (del občine Niort, občini Coulon, Magné: 26.139 prebivalcev).

Mesto je prav tako sedež okrožja, v katerega so poleg njegovih vključeni še kantoni Beauvoir-sur-Niort, Brioux-sur-Boutonne, Celles-sur-Belle, Champdeniers-Saint-Denis, Chef-Boutonne, Coulonges-sur-l'Autize, Frontenay-Rohan-Rohan, Lezay, Mauzé-sur-le-Mignon, Melle, La Mothe-Saint-Héray, Prahecq, Saint-Maixent-l'École-1/2 in Sauzé-Vaussais s 190.708 prebivalci.

## Zgodovina
Niort je vse od svoje utanovitve v 6. stoletju igral pomembno trgovsko vlogo.
Med verskimi vojnami v 16. stoletju je bilo v njem pomembno protestantsko oporišče.

## Zanimivosti
- Donžon, utrdba iz 12. stoletja,
- Pilori, stara mestna hiša, dragocen primerek renesančne arhitekture, zgrajena na mestu srednjeveškega sramotilnega stebra (fr. »pilori«),
- Gotska cerkev Notre-Dame iz obdobja 14. do 16. stoletja,
- cerkev sv. Andreja, prvotno romanska zgradba, spremenjena in povečana v obdobju gotike in renesanse, leta 1588 porušena s strani protestantov, obnovljena 1685,
- cerkev sv. Hilarija iz 19. stoletja,
- cerkev sv. Štefana iz 19. stoletja.

- Donžon
- Mestna hiša - Pilori
- Notredamska cerkev
- Cerkev sv. Andreja
- Cerkev sv. Štefana
- Cerkev sv. Hilarija

## Pobratena mesta
- Atakpamé (Togo),
- Biała Podlaska (Poljska),
- Coburg (Nemčija),
- Gijón (Španija),
- Springe (Nemčija),
- Tomelloso (Španija),
- Wellingborough (Velika Britanija).